# Distenia nigrosparsa
Distenia nigrosparsa es una especie de escarabajo longicornio del género Distenia, categorizada en la tribu Disteniini, de la orden Coleoptera. Fue descrita por Pic en 1914.

## Descripción
Mide 24 mm de longitud.

## Distribución
Se distribuye por China.